# Marianne Bergmann
Marianne Bergmann (* 29. Juni 1943) ist eine deutsche Klassische Archäologin.

## Leben
Marianne Bergmann studierte Klassische Archäologie an den Universitäten Saarbrücken und Bonn, wo sie 1972 bei Nikolaus Himmelmann promoviert wurde. 1972/73 erhielt sie das Reisestipendium des Deutschen Archäologischen Instituts. Danach arbeitete Bergmann als Assistentin an der Universität Marburg. 1979 erhielt sie den Preis der Philologisch-Historischen Klasse der Akademie der Wissenschaften zu Göttingen. Am 12. Februar 1986 wurde sie in Marburg habilitiert. 1990 wurde sie ordentlicher Professor für Klassische Archäologie an der Universität Göttingen. Zum 31. März 2008 wurde sie emeritiert.
Sie ist ordentliches Mitglied des Deutschen Archäologischen Instituts, seit 1996 ordentliches Mitglied der Akademie der Wissenschaften zu Göttingen und seit 2001 Mitglied der Academia Europaea.
Ihre Forschungsschwerpunkte sind die römische Porträtkunst, die hellenistische Plastik, die politische Symbolik antiker Herrscherrepräsentation und die Kultur des hellenistischen Ägyptens. Seit 2003 leitet sie zusammen mit Michael Heinzelmann ein von der Deutschen Forschungsgemeinschaft gefördertes Grabungsprojekt in der Hafenstadt Schedia bei Alexandria.

## Schriften (Auswahl)
- Studien zum römischen Porträt des 3. Jahrhunderts n. Chr. Bonn 1977 (erweiterte Dissertation), ISBN 3-7749-1277-7.
- Marc Aurel. Liebieghaus, Frankfurt 1978.
- Der Koloss Neros, die domus aurea und der Mentalitätswandel im Rom der frühen Kaiserzeit. Zabern, Mainz 1994, ISBN 3-8053-1781-6.
- Die Strahlen der Herrscher. Theomorphes Herrscherbild und politische Symbolik im Hellenismus und in der römischen Kaiserzeit. Zabern, Mainz 1998, ISBN 3-8053-1916-9.
- Chiragan, Aphrodisias und Konstantinopel. Zur mythologischen Skulptur der Spätantike. Reichert, Wiesbaden 1999.
- mit Christian Freigang: Das Aula-Gebäude der Göttinger Universität. Deutscher Kunstverlag, München/Berlin 2006, ISBN 3-422-02004-7.